# Hrádkov

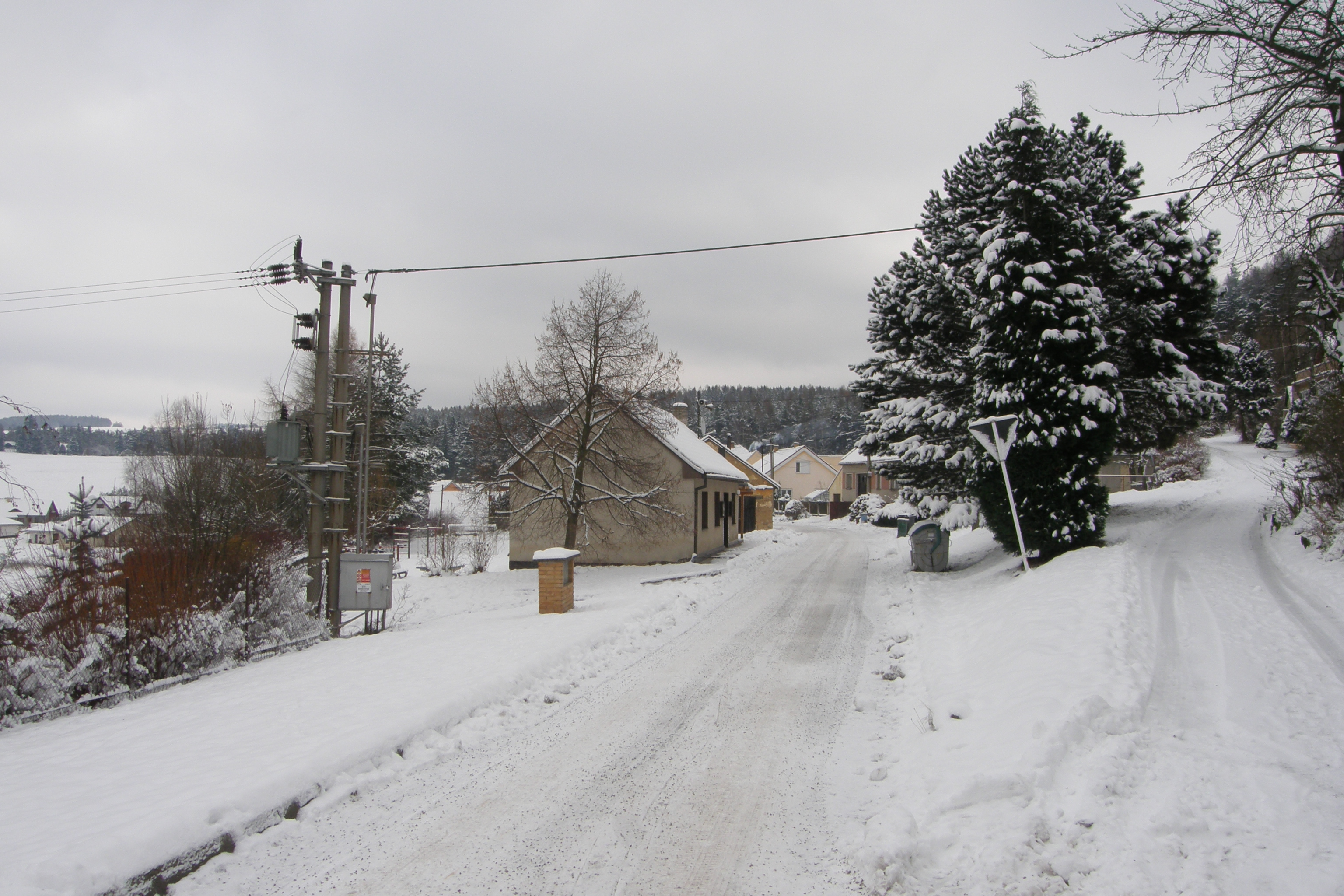
Blick auf Hrádkov

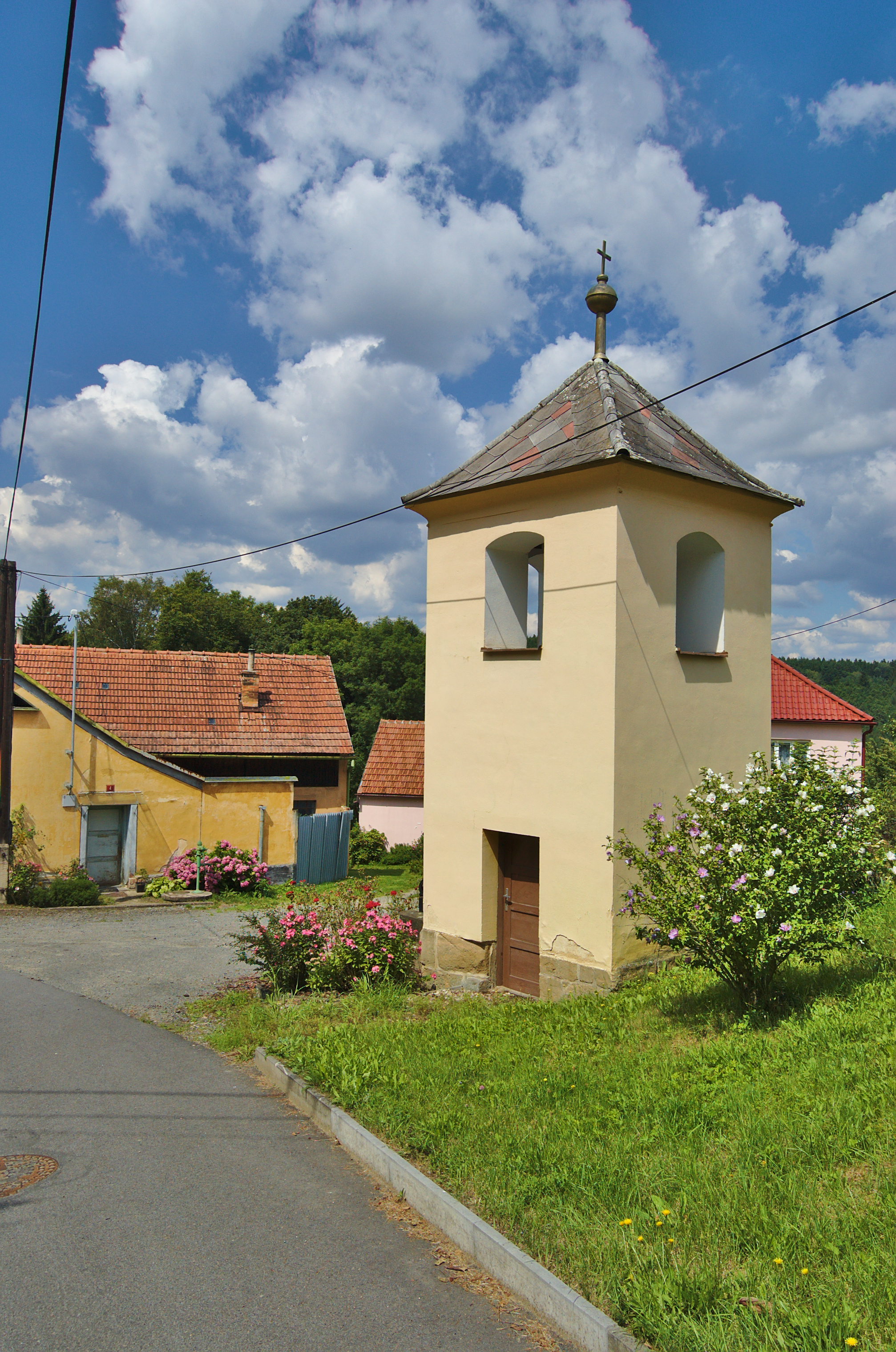
Glockenturm

Hrádkov (deutsch Hradkow, 1939–45 Radkau) ist ein Ortsteil der Stadt Boskovice in Tschechien. Er liegt drei Kilometer östlich von Boskovice und gehört zum Okres Blansko.

## Geographie
Der Rundling Hrádkov befindet sich linksseitig über dem Tal der Bělá im Mährischen Karst. Im Norden erhebt sich die Doubrava (470 m n.m.), nordöstlich der Vratíkov (Wratkow, 519 m n.m.), im Südosten die Roviny (491 m n.m.), südlich der Holíkov (665 m n.m.), im Südwesten die Lipka (563 m n.m.), westlich der Hradský kopec (487 m n.m.) mit der Burgruine Boskovice sowie im Nordwesten die Čížovky (469 m n.m.). Nördlich liegt der Stausee Boskovice. Gegen Osten erstreckt sich der Vratíkovský kras (Wratikower Karst).
Nachbarorte sind Vratíkov und Benešov im Nordosten, Velenov im Osten, Žďárná und Valchov im Südosten, Ledková Huť, Němčice und Kuničky im Süden, Újezd u Boskovic im Südwesten, Horní Předměstí im Westen sowie Dva Dvory und Šmelcovna im Nordwesten.

## Geschichte
Die erste schriftliche Erwähnung des Dorfes erfolgte im Jahre 1487. Als Christoph von Boskowitz 1547 die Burg Boskowitz an Simon Eder von Sstiawnitz verkaufte, wurde Hradkow als deren Zubehör aufgeführt. Dessen Sohn Veit veräußerte 1568 die Herrschaft Boskowitz an Jaroš von Zástřizl. Mit Johann Wenzel von Zástřizl erlosch das Geschlecht 1687 im Mannesstamme und wurde von den Grafen von Dietrichstein beerbt. Nördlich verlief ein Floßgraben, mit dem Holz aus den Wäldern um Suchý entlang des Okrouhlý potok zur Sägemühle Šmelcovna bei Zweihof (Dva Dvory) geschwemmt wurde.
Im Jahre 1834 bestand das im Brünner Kreis gelegene Dorf Hradkow aus 18 Häusern mit 118 mährischsprachigen Einwohnern. Erwerbsquellen bildeten die Landwirtschaft und Forstarbeit. Pfarr- und Amtsort war Boskowitz. Bis zur Mitte des 19. Jahrhunderts blieb Hradkow der Allodialherrschaft Boskowitz untertänig.
Nach der Aufhebung der Patrimonialherrschaften bildete Hradkov / Hradkow ab 1850 einen Ortsteil der Gemeinde Vratikov / Wratikow im Gerichtsbezirk Boskowitz. Der Boskowitzer Großgrundbesitz ging 1856 an die Freiherren von Mensdorff-Pouilly über. Ab 1869 gehörte Hradkov zum Bezirk Boskowitz; zu dieser Zeit hatte das Dorf 131 Einwohner und bestand aus 20 Häusern. In den 1870er Jahren wurde der tschechische Ortsname in Hrádkov geändert. Im Jahre 1900 hatte Hrádkov 94 Einwohner, 1910 waren es ebenso viele. Nach dem Ersten Weltkrieg zerfiel der Vielvölkerstaat Österreich-Ungarn, das Dorf wurde 1918 Teil der neu gebildeten Tschechoslowakischen Republik. Beim Zensus von 1921 lebten in den 18 Häusern von Hrádkov 88 Tschechen. 1930 lebten in den 22 Häusern von Hrádkov 94 Menschen. Von 1939 bis 1945 gehörte Hrádkov / Radkau zum Protektorat Böhmen und Mähren. 1950 lebten 93 Menschen in Hrádkov. Im Zuge der Gebietsreform von 1960 wurde der Okres Boskovice aufgehoben und die Gemeinde dem Okres Blansko zugeordnet. Hrádkov wurde im Juni 1960 von Vratíkov abgetrennt und nach Boskovice umgemeindet. Seit dieser Zeit wurde das bis dahin nur aus den Häusern um den Dorfplatz bestehende Dorf deutlich erweitert; östlich entstand eine neue Wohnsiedlung. Zwischen 1985 und 1989 erfolgte der Bau der Talsperre Boskovice. Als Ersatz für die dadurch überflutete alte Straße durch das Tal der Bělá wurde eine neue Straßenführung hergestellt, die Hrádkov im Norden halbkreisförmig umfährt. Im Jahre 2001 bestand das Dorf aus 42 Wohnhäusern, in denen 142 Menschen lebten.

## Ortsgliederung
Zu Hrádkov gehört die Ansiedlung Pod Bořím.
Der Ortsteil bildet einen Katastralbezirk.

## Sehenswürdigkeiten
- Glockenturm auf dem Dorfplatz
- Gusseisernes Kreuz, neben dem Glockenturm
- Stausee Boskovice, nördlich des Dorfes, errichtet 1985–1989
- Naturreservat Vratíkov, östlich von Hrádkov. Es umfasst den Vratíkovský kras (Wratikower Karst). In dem Gebiet liegen die Karstquelle „U Jedle“ sowie die Höhlen „Čtyřka“, „Sklep“ und „Okno“.